# Ghats de Benarés

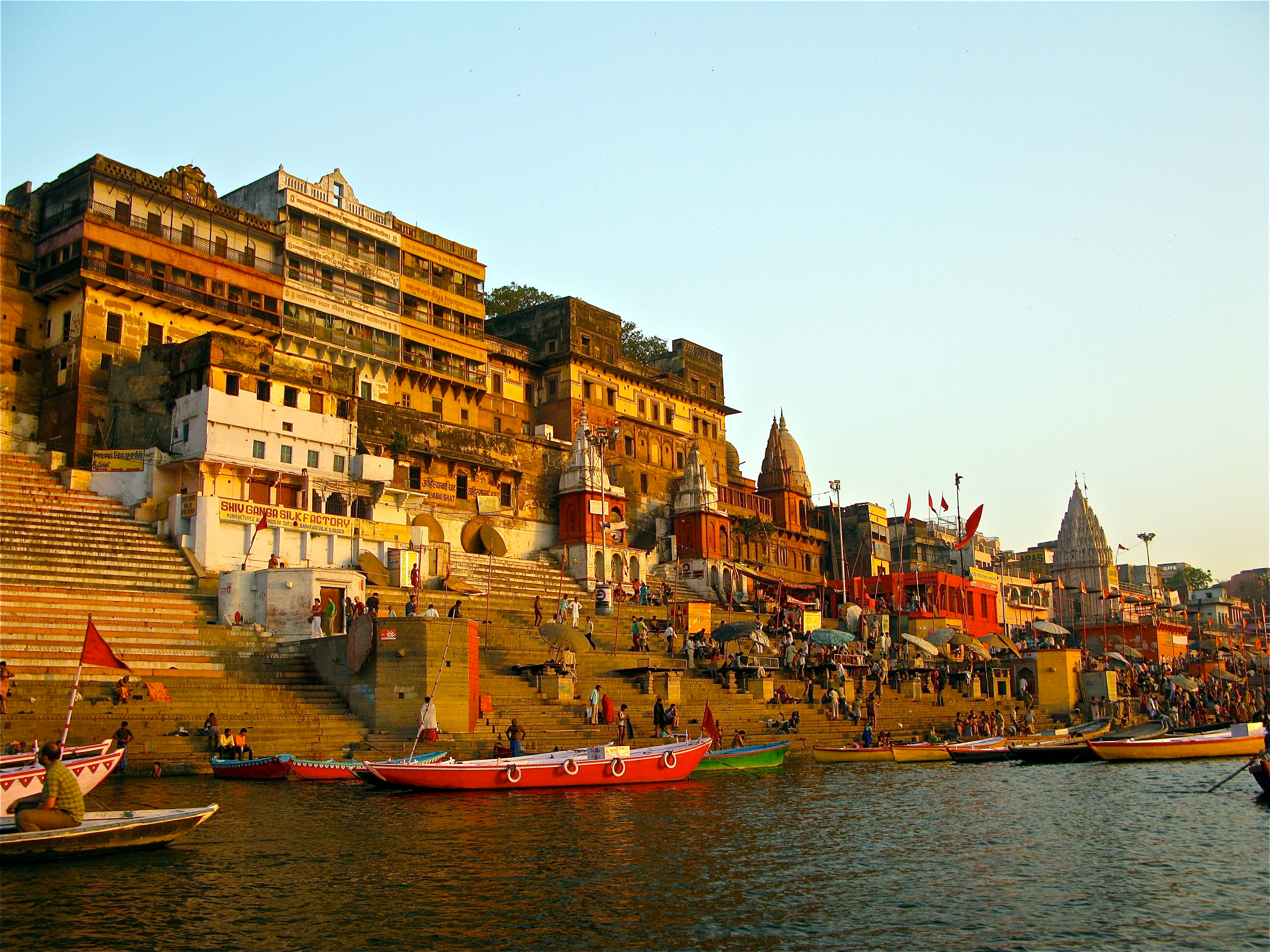
Ghat Ahilya, Varanasi.

Los ghats de Benarés son gradas que descienden al río Ganges en su paso por esta ciudad del estado de Uttar Pradesh, India. La ciudad cuenta con un total de 88 ghats. La mayoría se utilizan para bañarse y realizar pujas, mientras que dos de ellos están habilitados como centros de cremación al aire libre.
La mayoría de los ghats de Benarés fueron reconstruidos a partir del siglo XVIII de nuestra era, cuando la ciudad formaba parte del Imperio maratha. Los promotores de los ghats actuales fueron Marathas, Shindes (Scindias), Holkars, Bhonsles y Peshwes (Peshwas). Muchos ghats están asociados con leyendas o episodios mitológicos, y una gran parte son de propiedad privada. Una atracción popular entre los visitantes es dar un paseo en barco al amanecer para contemplar los ghats mientras peregrinos y fieles realizan sus baños rituales.

## Lista de ghats
Lista exhaustiva de los ghats de Benarés:
| N.º | Fotografía | Nombre                           | Descripción |
| --- | ---------- | -------------------------------- | --- |
| 1   |            | Ghat Assi                        | El primer sitio sagrado de Benarés. Lugar donde las aguas del río Assi se unen a las del Ganges. Es uno de los cinco ghats donde los peregrinos deben bañarse. Según la historia antigua, la diosa Durga, consorte de Shiva, arrojó su espada al río Assi, después de matar al demonio Shumbha-Nishumbha. El ghat Assi se describe en el Kashi Khand como «Assi Saimbeda Tirtha», que significa que el que se sumerge aquí una vez en su vida obtendrá bendiciones de todos los tirthas, lugares religiosos de los hindúes. |
| 2   |            | Ghat Ganga Mahal (I)             | |
| 3   |            | Ghat Rewan (Reewa)               | Propiedad del raja de Reewa, normalmente bastante vacío. |
| 4   |            | Ghat Tulsi                       | Debe su nombre al gran poeta Gosain Tulsidas (1532-1623), autor del Ramacharitamanasa, un poema épico muy popular, adaptación en hindi de la célebre epopeya del Ramayana. Vivió en una casa situada al norte del ghat, donde escribió gran parte de su obra. |
| 5   |            | Ghat Bhadaini                    | |
| 6   |            | Ghat Janaki                      | Del nombre de Sita, esposa de Rama. |
| 7   |            | Ghat Mata Anandamai              | Coronado por el ashram de la famosa asceta Anandamai que da nombre al ghat. El ashram es un gran edificio compuesto de un patio rodeado de habitaciones. En una de ellas vivió y murió el gran pandit Gopinath Kaviraj, especialista en yoga tántrico de la Universidad de Benarés y autor de obras clásicas sobre el tantrismo, la mayoría en hindi. |
| 8   |            | Ghat Vaccharaja                  | |
| 9   |            | Ghat Jain                        | Pertenece a los jain quienes han construido tres templos a sus Tirthankaras. |
| 10  |            | Ghat Nishad                      | |
| 11  |            | Ghat Prabhu                      | |
| 12  |            | Ghat Panchkota                   | |
| 13  |            | Ghat Chet Singh                  | |
| 14  |            | Ghat Niranjani                   | Aquí se encuentra el monasterio, akhada, de los naga sannyasins, ascetas shivaitas que se remontan al año 904 de nuestra era. Su divinidad tutelar es Skanda. Habitualmente van desnudos con el cuerpo cubierto de ceniza blanca, ataviados con un tridente o una lanza de hierro. Son especialistas en hatha yoga y practican penitencias corporales. Creen que el esfuerzo físico es superior y más eficaz que el trabajo mental. |
| 15  |            | Ghat Mahanirvani                 | |
| 16  |            | Ghat Shivala                     | Parece una fortaleza que domina el Ganges. También conocido como Ghat Kali Mahal. Pertenece al raja de Benarés. Tuvo un papel histórico durante la colonización ya que el raja Chait Singh, prisionero de los ingleses, se escapó una noche por una de las ventanas del edificio, en 1781, atravesó el Ganges y pudo llegar a Ramnagar después de la famosa batalla contra Warren Hastings. La vista del Ganges y de la ciudad desde la terraza del palacio-fortaleza es única. |
| 17  |            | Ghat Gularia                     | |
| 18  |            | Ghat Dandi                       | De imponente aspecto, el ghat Dandi es donde se reúnen los Dandi panth, ascetas conocidos por su bastón, danda. Son monjes shivaitas, vestidos de color ocre y con los cabellos recogidos en un moño. No se deben confundir con los monjes de la Orden de Shankara. |
|     |            | Ghat Jumna akhada                | Reservado al antiguo monasterio, akhada, de Naga, una secta de ascetas shivaitas cuya divinidad tutelar es Bhairava, la forma terrible de Shiva. También tienen por divinidad Datttatreya. Su orden tiene miembros de ambos sexos. |
| 19  |            | Ghat Hánuman                     | Centro de la población del sur de India que reside en Benarés, este ghat está siempre lleno de gente. En lo alto, hay un templo dedicado al dios mono, Hánuman, fiel servidor y adorador de Rama, y que tuvo un papel importante en el Ramayana. Además de sus hazañas militares, lleva el sobrenombre de yogachara, maestro de yoga, símbolo de una actividad espiritual poco conocida de esta forma divina. |
| 20  |            | Ghat Prachina Hanumanana         | |
| 21  |            | Ghat Karnataka                   | |
| 22  |            | Ghat Harish Chandra              | Uno de los dos sitios de cremación de Benarés, junto con el Manikarnika. La casta que se ocupa de esta función fúnebre es la de los dom, cuyos miembros viven en lo alto del ghat. El nombre de este sitio es el del hijo de Trishanku, descendiente de Ikshvaku de la dinastía solar. Harish Chandra se ha convertido en símbolo de la paciencia, de la fidelidad y de la grandeza de alma. Para expiar una falta grave que cometió contra el sabio Vishvamitra, donó todos sus bienes, incluida su persona, su mujer y su hijo. Fue a Benarés y se vendió como esclavo a uno de los dom. Trabajó en el ghat que lleva su nombre y ayudó a edificar las hogueras funerarias, transportar los cadáveres y retirarlos de sus sudarios. Las divinidades, juzgando que su humildad y sus actos lo habían purificado, lo liberaron de su cuerpo y lo transportaron a un lugar celeste. A los pies de este ghat, las hogueras funerarias están siempre encendidas. |
| 23  |            | Ghat Lali                        | |
| 24  |            | Ghat Vijayanagaram               | Lleva el nombre del gran imperio hindú del sur de India, localizado aproximadamente donde hoy se encuentra el estado de Mysore. |
| 25  |            | Ghat Kedar                       | En lo alto se halla el templo de Kedarnath, uno de los nombres de Shiva, en el barrio de los bengalíes. El templo está decorado con bandas verticales rojas y blancas. Cerca se encuentra el Gauri Kund, una pequeña piscina cuyas aguas tienen propiedades curativas. Numerosos lingas decoran los escalones de este ghat. |
| 26  |            | Ghat Caowki (Chauki)             | |
| 27  |            | Ghat Ksemesvara / Somesvara      | |
| 28  |            | Ghat Mansarovar                  | El nombre de este ghat recuerda el famoso lago tibetano, al pie del Monte Kailash, donde reside Shiva. Conduce a un estanque rodeado de 60 pequeños santuarios en ruina. |
| 29  |            | Ghat Narad                       | Lleva el nombre de un rishi autor de algunos himnos del Rigveda. Su figura está asociada a la de Krishna porque predijo al tirano Kamsa que sería asesinado a manos de Krishna. Narada es un gran gurú de la tradición hindú, inspirador de poetas, mensajero entre los dioses y los hombres, consejero de reyes, patrón de los músicos, maestro de los genios y las fuerzas subterráneas. Su simbolismo es ambiguo porque también es el manipulador por excelencia de los sagrado. |
|     |            | Ghat Annapurna                   | Del nombre de la gran Shakti de Shiva, protectora de la ciudad y cuyo nombre significa «la que está llena de alimento». |
|     |            | Ghat Someshvara                  | Homónimo de un templo cercano dedicado a Soma, la Luna, frecuentado por enfermos que rezan por la cura de sus males. |
| 30  |            | Ghat Raja                        | Acaba en un edificio construido para los brahmanes por Amrit Rao, hijo adoptivo del Peshwa o Primo Ministro Ragunath Rao del país Maratha. Se trata de un ghat muy animado. |
| 31  |            | Ghat Khori                       | |
| 32  |            | Ghat Pandey                      | |
| 33  |            | Ghat Sarvesvara                  | |
| 34  |            | Ghat Digpatia                    | |
| 35  |            | Ghat Causatthi                   | El ghat Causatthi o Chaumsathi significa el ghat de los 64 y recuerda a las 8 x 8 = 64 yoguini cuyos orígenes remontan a las antiguas concepciones aborígenes y pre arianas. Se trata de hipóstasis de la Gran Diosa, Durga, aquí llamadas las Madres, Matara o Ambika. Son fuerzas ambiguas, hadas-brujas con poderes sobrehumanos y que han tomado un aspecto tántrico, rodeadas de un halo de respeto y temor. Sus santuarios no se visitan fácilmente. En Benarés, las yogini son veneradas en el templo de Causatthi Devi. Este ghat es muy antiguo y sus 64 escalones bastante empinados conducen a una bóveda bajo la cual se encuentra una pequeña sala muy venerada. Allí vivió durante veinte años un asceta que había hecho voto de silencio, un muni considerado como un gran santo. En el callejón estrecho que continúa hacia Madanpura, se encuentra un pequeño templo hundido en el suelo donde se venera una antigua representación de Garudeshvar, el pájaro mitad hombre mitad águila, Garuda, con la cabeza blanca, alas rojas y cuerpo de oro. También se venera un viejo lingam subterráneo. |
| 36  |            | Ghat Rana Mahal                  | |
| 37  |            | Ghat Darbhanga                   | |
| 38  |            | Ghat Munshi                      | |
| 39  |            | Ghat Ahilyabai                   | |
| 40  |            | Ghat Sitala                      | |
| 41  |            | Ghat Dashashwamedh               | El más popular y frecuentado de la ciudad santa. El segundo de los cinco gran tirtha de Benarés donde los peregrinos deben purificarse durante su visita. Su nombre proviene de dasha (diez), hashma (caballos) y medha (sacrificio). Según la tradición, Brahma cumplió en este lugar el gran Sacrificio del Caballo, rito védico importante de purificación, afirmación de la realeza y de poder para confirmar su autoridad. El primer Sacrificio del Caballo fue realizado por Brahma en Prayag (Allahabad) cuando los textos divinos de los Vedas que se habían perdido fueron encontrados. Brahma cumplió el segundo sacrificio de diez caballos en Benarés, en el sitio que lleva su nombre. El último Sacrificio del Caballo en India fue hecho por el raja de Jaipur a mediados del siglo XVIII. La llegada a este ghat desde el centro de la ciudad es larga y muy animada a diferencia de otros ghats que solo son accesibles por callejuelas. Templos como el de Brahmeshvara se alzan sobre escalones. Durante los eclipses, una multitud de creyentes se bañan en este ghat. Al atardecer, congregaciones de fieles se paran a contemplar las historias mimadas de las epopeyas sagradas. |
| 42  |            | Ghat Prayag                      | |
| 43  |            | Ghat Rajendra Prasad             | |
| 44  |            | Ghat Man Mandir                  | El ghat Man Mahal fue construido en 1600 por el marajá Man Singh de Amer junto con un palacio conocido por su magnífico edificio con exquisitas tallas ornamentadas en las ventanas y un observatorio en el techo. El observatorio fue construido en 1710 por Savai Jai Singh II (1699-1744), fundador de Jaipur. Contiene enormes instrumentos de piedra que se utilizaron para estudiar el movimiento de los cuerpos celestes. El Jantar Mantar, punto culminante del observatorio, es similar al de Delhi, Jaipur, Ujjain o Mathura. En la parte norte del ghat hay un balcón de piedra. Los devotos rinden homenaje aquí al lingam de Someswar, el Señor de la Luna. Cerca se encuentra la casa de dom Raja, con tigres pintados flanqueando la terraza. Los servicios de dom para que los muertos sean liberados de sus límites físicos, son incalculables, y por eso fue investido con el título honorífico de raja. Man Mahal Ghat se encuentra al lado del templo de Shri Kashi Vishwanath y muy cerca del ghat Dashashwamedha. Para llegar al ghat Man Mahal Ghat hay que pasar a pie por Godowlia, ya que no se permite la circulación de vehículos. |
| 45  |            | Ghat Tripura Bhairavi            | Sobre el cual hay un pequeño templo con la diosa Bhairavi con su rostro cubierto por una máscara de plata, conocida por curar la viruela. En las cercanías se venden abanicos de plumas de pavo real que tienen la virtud de alejar las malas influencias. |
| 46  |            | Ghat Mir (Meer)                  | |
| 47  |            | Ghat Phuta / Naya                | |
| 48  |            | Ghat Nepali                      | |
| 49  |            | Ghat Lalita                      | Este ghat, uno de los principales de la ciudad, lleva el nombre de la diosa Lalita, la encantadora. Existe una gran variedad de rituales y creencias acerca de Lalita, encarnación de la diosa Durga. Se trata de uno de los ghats más venerados por los Kashi y los devotos de varios rincones del país. Fue construido a principios del siglo XIX por el raja de Nepal, Rana Bahadur Shah. En lo alto se encuentra el templo tántrico nepalí de madera y estilo Katmandú, que alberga una imagen de Pashupateshvara, doble techo de influencia china y los dos leones que guardan la entrada y con una pequeña selección de tallas eróticas. El ghat está salpicado de varios templos y monumentos como el lingam de Ganga Keshav y los santuarios de Gangatitya, Kashi Devi, Lalita Devi y Bhagirath Tirtha. |
| 50  |            | Ghat Bauli / Umaraogiri / Amroha | |
| 51  |            | Ghat Jalasen (Jalasayi)          | Poblado, según Jean Marquès-Rivière, de estelas funerarias en conmemoración del satí, ritual en que las viudas se hacían quemar junto al cadáver sus difuntos maridos. |
| 52  |            | Ghat Khirki                      | |
| 53  |            | Ghat Manikarnika                 | Tercer ghat donde los peregrinos deben purificarse. Junto con el ghat de Harishchandra, este es uno de los dos lugares de cremación y el más significativo de la ciudad. Cientos de personas en duelo y paladines profesionales recorren el callejón con los cuerpos de los difuntos. El ghat fue construido por la princesa mahratte, Ahalya Bai de Indore. También se le conoce como el ghat de la Moksha, la Liberación. Cerca se encuentra el Chakrakund, un estanque sagrado, donde se dice que Shiva y Parvati se han bañado juntos. Aquí se encuentran los templos Shamshaneshwar y Kaaleshwar Mahadev con el fuego eterno que arde desde, se dice, 3000 años. Sobre los escalones, se encuentra una pequeña piscina y, al lado, el templo de Tarakeshvar. Tarak era una demona, una rakshasa, que vivía en los bosques a la orilla del Ganges y que murió a manos de Rama. El culto tántrico de la fuerza física que se encarna en esta demona se practica en este templo. El sitio se visita particularmente durante los eclipses solares. La piscina contiene un agua considerada muy sagrada al que se lanzan ofrendas de flores, madera de santal y leche. Una roca lleva las huellas de los pies de Vishnu. Algunas personas son incineradas en este lugar pero es un privilegio que se acorta pocas veces. Otro templo está consagrado a Siddha Vinayaka, uno de los nombres del dios Ganesh. El domo rojo del templo shivaita que corona el conjunto del ghat forma un conjunto armonioso, fue edificado por el raja de Amethi. Los peregrinos tienen por costumbre recitar los mantras que dictan los brahmanes al borde del estanque sagrado de Manikarnika y beber un poco de agua. |
| 54  |            | Ghat Bajirio                     | |
| 55  |            | Ghat Scindhia                    | Construido en los años 1830 por Baiza Bai, viuda de Daulat Rao Scindia. Tres cúpulas blancas coronan el edificio que domina el ghat. |
| 56  |            | Ghat Sankatha                    | Pertenece al raja de Gwalior y suele estar bastante poco concurrido. |
| 57  |            | Ghat Ganga Mahal (II)            | |
| 58  |            | Ghat Bhonsale                    | Construido por el raja de Nagpur a finales del XIX. |
| 59  |            | Ghat Naya                        | Construido por Baji Rao II, el último de los Peshwa de Maratha. |
| 60  |            | Ghat Genesa                      | |
| 61  |            | Ghat Mehta                       | Anteriormente, parte del ghat precedente. No fue hasta la construcción del hospital V. S. Mehta, en 1962, que se le conoció con este nombre. |
| 62  |            | Ghat Rama                        | Construido por el raja de Jaipur. |
| 63  |            | Ghat Jatara                      | |
| 64  |            | Ghat Raja Gwalior                | |
| 65  |            | Ghat Bala / Mangala Gauri        | |
| 66  |            | Ghat Venimadhava                 | Parte del ghat Panchganga, también conocido como ghat Vindu Madhava |
| 67  |            | Ghat Pancaganga                  | Cuarto ghat más importante para los peregrinos que siguen el ritual de purificación en la ciudad. Se cuenta que se halla sobre la confluencia de cinco ríos, cuatro de los cuales son invisibles al encontrarse en un plano sutil: Ganga, Jamuna, Sarasvati, Kirana y Dhutpapa. Fue edificado por el raja Man Singh de Amber. |
| 68  |            | Ghat Durga                       | |
| 69  |            | Ghat Brahma                      | |
| 70  |            | Ghat Bundi Parakota              | |
| 71  |            | Ghat (Adi) Sitala                | Extensión del ghat anterior |
| 72  |            | Ghat Lal                         | |
| 73  |            | Ghat Hanumanagardhi              | |
| 74  |            | Ghat Gaya / Gai                  | Donde se halla una gran escultura de una vaca mirando al Ganges. |
| 75  |            | Ghat Badri Nayarana              | |
| 76  |            | Ghat Trilochan                   | Enmarcado entre dos plataformas grandes que dominan el río. Se trata de un lugar particularmente santo. Los peregrinos se purifican antes de ir al ghat Panchganga (67). En lo alto hay un templo de Shiva venerado aquí bajo el símbolo de Trilochana, «de los tres ojos». |
| 77  |            | Ghat Gola                        | Desde finales del siglo XII, este sitio fue utilizado como punto de transbordo ferroviario, también conocido por un número de graneros (de oro). |
| 78  |            | Ghat Nandesvara / Nandu          | |
| 79  |            | Ghat Sakka                       | |
| 80  |            | Ghat Telianala                   | |
| 81  |            | Ghat Naya / Phuta                | Durante el siglo XVIII, esta zona se quedó desierta (phuta), por lo que se le llamó phuta, y más tarde Naya. |
| 82  |            | Ghat Prahalada                   | Lleva el nombre del hijo de un asura, Hiranyaksha. Este último, celoso de la devoción de su hijo a Vishnu, desafió al dios para que se apareciera en un pilar de su palpación. Para mostrar su omnipresencia puesta en duda por el asura, Vishnu salió del pilar bajo la forma de un hombre león, Narasimha, y destrozó el cuerpo del impío. Cerca se encuentra el puente Dufferin, una enorme masa metálica construida en 1887 de una fealdad remarcaba. |
| 83  |            | Ghat Raja                        | Fue durante mucho tiempo el centro comercial a las orillas de Benarés, testigo de la ciudad antigua, Kashi. Las excavaciones de 1957 a 1961 dirigidas por A. K. Narain, de la Universidad hindú de Benarés, han dado con cerámicas datadas del primer milenario antes de nuestra era y ha permitido descubrir un muro de arcilla de más de tres metro de altura. |
| 84  |            | Ghat Adi Keshava                 | Quinto y último gran tirtha de Benarés donde deben purificarse los peregrinos que visitan la ciudad. Este ghat está situado en la desembocadura del Varuna sobre el Ganges. |
|     |            | Ghat Sant Ravidas                | |
|     |            | Ghat Nishad                      | |
|     |            | Ghat Rani                        | |
|     |            | Ghat Shri Panch Agni Akhara      | |

## Ghats principales
Según las fuentes puránicas, hay cinco ghats clave en la orilla del río, importantes por su asociación mitológica o histórica con la ciudad santa de Kashi. Los peregrinos deben detenerse y purificarse en cada uno de ellos:
1. Ghat Assi (1)
2. Ghat Dashashwamedh (41)
3. Ghat Manikarnika (53)
4. Ghat Panchganga (67)
5. Ghat Adi Keshav (84)